# South Molle Island
La South Molle Island è un'isola resort situata nell'arcipelago delle Isole Whitsunday vicina al Parco della Grande barriera corallina in Australia. L'isola collinare ha numerose baie e insenature accessibili da 16 km di percorsi a piedi, con 420 ettari tutelati dal Whitsunday Islands National Park. Le isole sono state così chiamate dal Tenente Charles Jefferys nel 1815 in onore del Colonnello George James Molle, divenuto poi vice governatore del Nuovo Galles del Sud. Le isole nelle sue vicinanze includono Mid Molle, North Molle, East Molle e West Molle (conosciuta come Daydream Island). Rispettivamente ad est e a sud-est si trovano le piccole isole Planton e Denman.
Capre selvatiche furono introdotte sull'isola nel XIX secolo come fonte di cibo per i naufraghi.

## Turismo

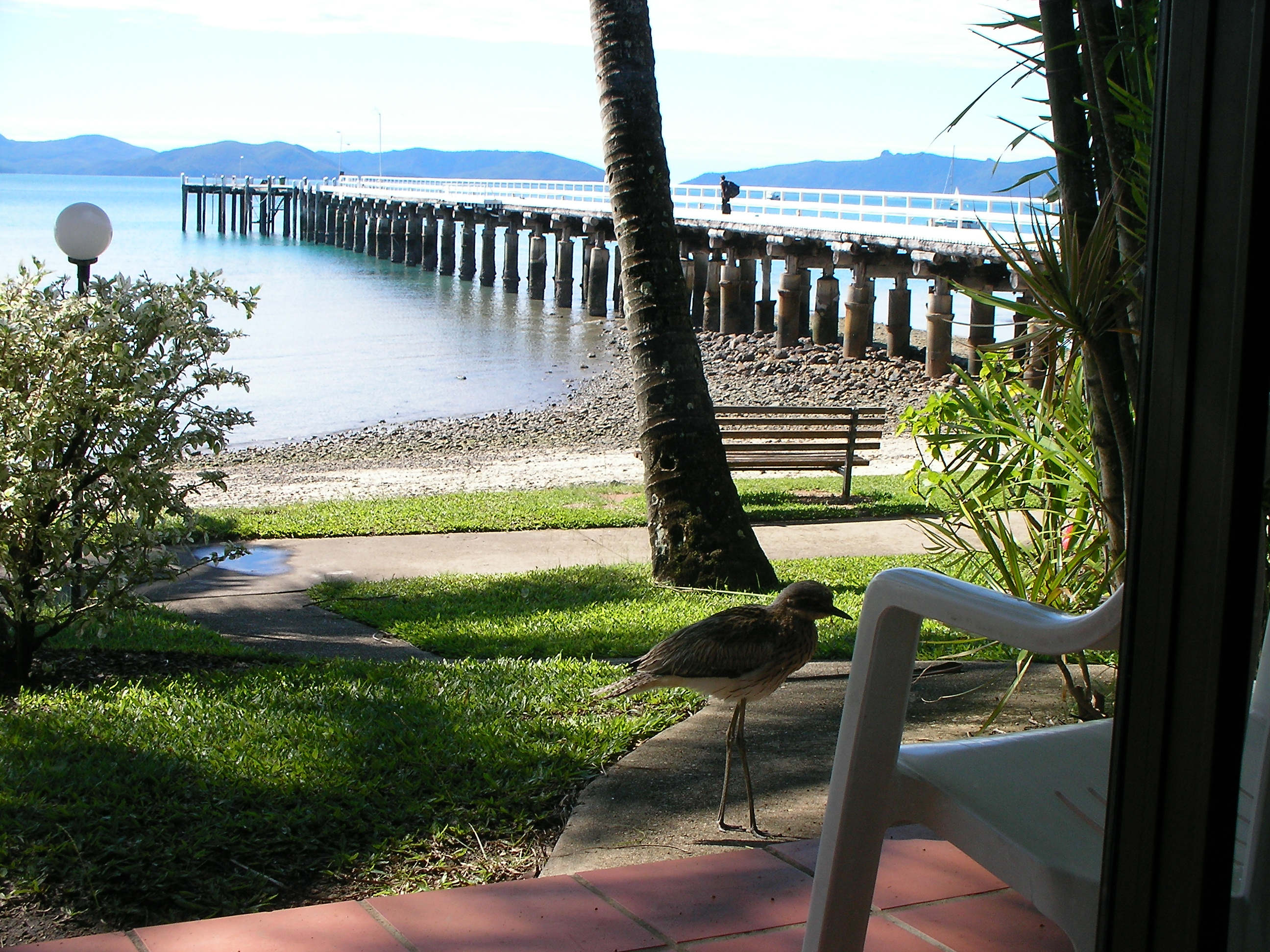
Il molo della South Molle Island

Fondato nel 1937, il resort dell'isola si trova sulla Bauer Bay sull'estremità settentrionale dell'isola ed è così ben protetto dai venti prevalenti sud est. La zona di villeggiatura, ora conosciuta come South Molle Island Resort, è di proprietà della Koala Adventures e dispone di un campo da golf a nove buche e di oltre 200 camere che possono ospitare fino a 600 persone. Nel 1961 venne costruito un grande pontile visto che il piccolo molo già esistente era utilizzabile solo con l'alta marea.
Le escursioni includono la passeggiata al Mount Jeffreys nella parte meridionale dell'isola, dal quale si può continuare a sud ovest della Sandy Bay.
Il resort di South Molle Island è stato gestito dalla Ansett Transport Industries (ATI) alla fine degli anni ottanta.

## Storia
Esistono prove del fatto che gli aborigeni abbiano visitato l'isola per estrarre la pietra dura per le loro armi.
Il primo utilizzo dell'isola per conto di pastori fu permesso nel 1883. Fu di proprietà della famiglia Bauer fino a circa il 1920 e fu usato principalmente come pascolo per ovini e bovini fino alla costruzione del resort avvenuta negli anni cinquanta.
Nel 1970, Ciclone Ada ha distrutto il resort dell'isola.
La Coca-Cola ha recentemente girato uno spot pubblicitario sull'isola.